# Manish Kaushik
Manish Kaushik est un boxeur indien né le 11 janvier 1996.

## Carrière
Sa carrière amateur est principalement marquée par une médaille de bronze remportée aux championnats du monde de 2019 dans la catégorie des poids légers et une médaille d'argent remportée aux Jeux du Commonwealth de 2018 dans la catégorie des poids légers.

## Palmarès

### Championnats du monde
- Médaille de bronze en -63 kg en 2019 à Iekaterinbourg, Russie

### Jeux du Commonwealth
- Médaille d'argent en -60 kg en 2018 à Gold Coast, Australie